# Kościół Matki Bożej Bolesnej w Szczecinie
Kościół Matki Bożej Bolesnej w Szczecinie – zabytkowy, niewielki, ceglany neogotyckim kościół z drewnianą wieżą, na północnej dzielnicy Osów. W 2018 roku został on wpisany do rejestru zabytków.

## Opis
Jest to kościół orientowany, salowy, z kamienia ciosanego, na planie prostokąta 
z trójbocznie zakończonym prezbiterium. Ma dach dwuspadowy. Wnętrze jest jednoprzestrzenne z emporą muzyczną wspartą na czterech słupach. Ołtarz jest barokowy i pochodzi z pierwszej połowy XVIII wieku. Wewnątrz kościoła zachował się barokowy ołtarz z ok. 1700 roku z obrazem przedstawiającym Zdjęcie z krzyża. Świątynia posiada neoklasycystyczne dwunastogłosowe organy, prospekt na barokowej emporze.
We wschodniej ścianie szczytowej są dwa romańskie i trzy ostrołukowe okna. Na tej samej ścianie jest blenda w kształcie krzyża greckiego.
Kościół posiada niewielką, osiemnastowieczną, przykrytą dachem namiotowym, odeskowaną wieżę na planie kwadratu, wychodzącą z korpusu nawowego od strony zachodniej. Na szczycie wieży jest stożek wysmukły z hełmem zwieńczonym kula i krzyżem. We wieży znajduje się osiemnastowieczny dzwon. Przy kościele znajduje się wolnostojąca drewniana dzwonnica pokryta dwuspadowym dachem. 
W pobliżu głaz pamiątkowy poświęcony poległym w I wojnie światowej.

## Historia
Powstał na miejscu starego średniowiecznego kościoła, który został tu zbudowany około 1283 dla zakupionej w 1277 przez szczecińskiego księcia Barnima I wsi Osów. Stary kościół, choć był przebudowywany w XVII wieku, został jednak rozebrany pod koniec wieku XIX ze względu na zły stan techniczny. Obecny budynek kościoła został wzniesiony około 1900 roku. Poświęcony został 2 lutego 1947 roku. 

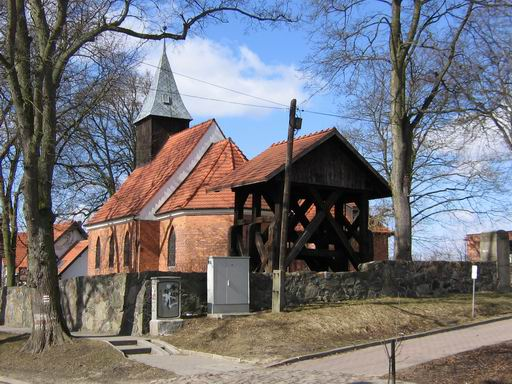
Kościół na Osowie, widok z płd.-wsch

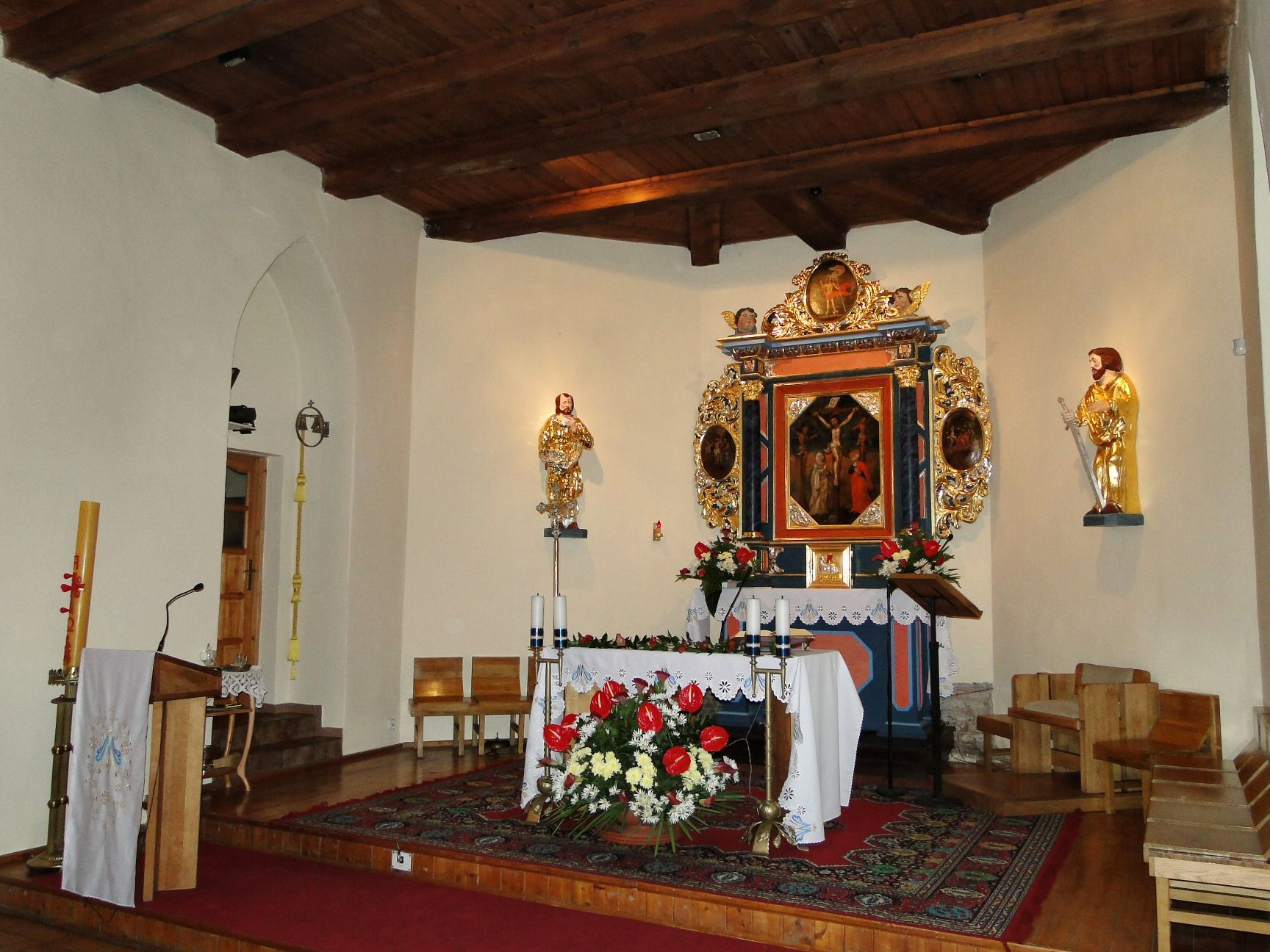
Wnętrze